# Buchenwald (KL)

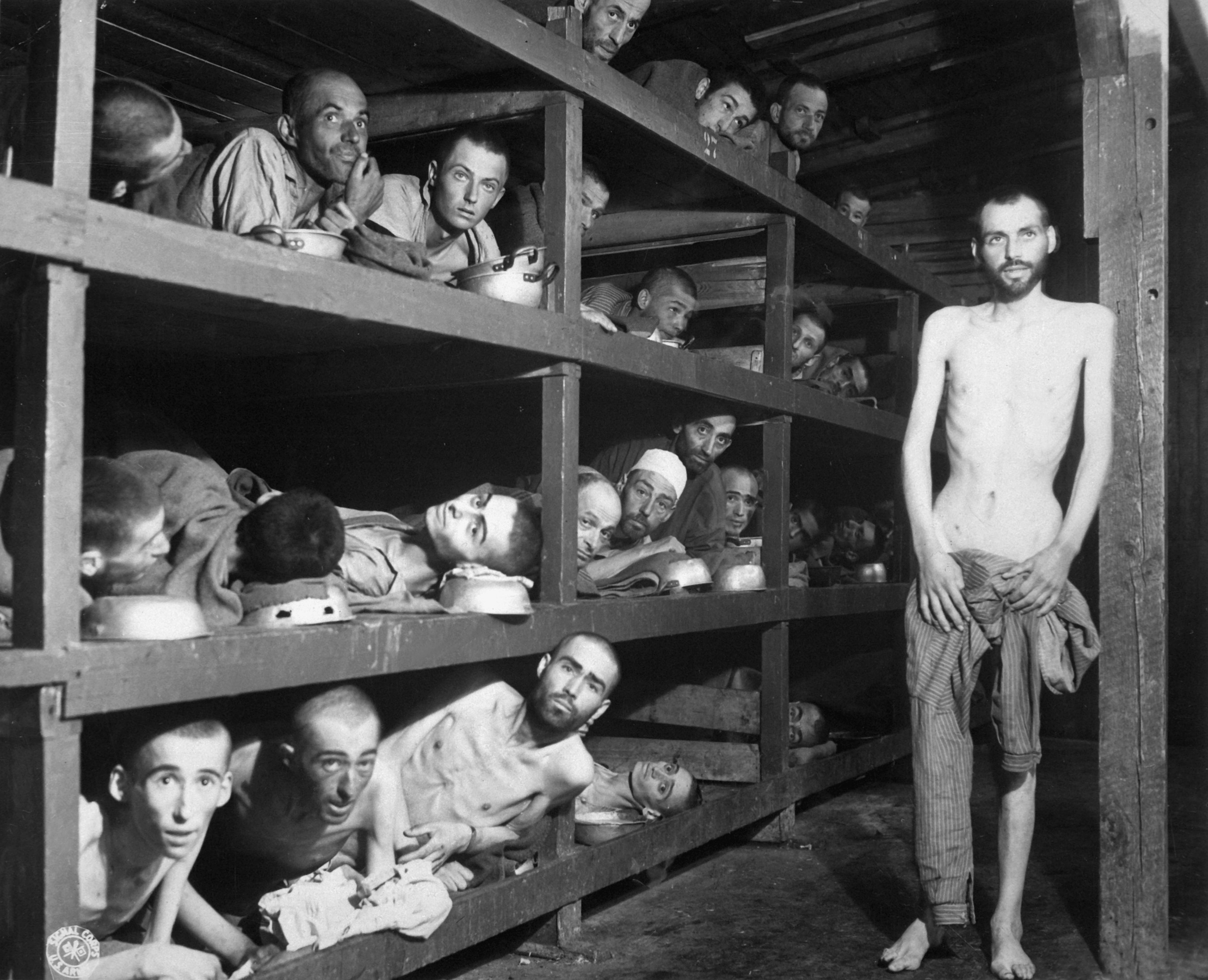
Przymusowi robotnicy w obozie Buchenwald – Elie Wiesel, w drugim rzędzie, siódmy od lewej

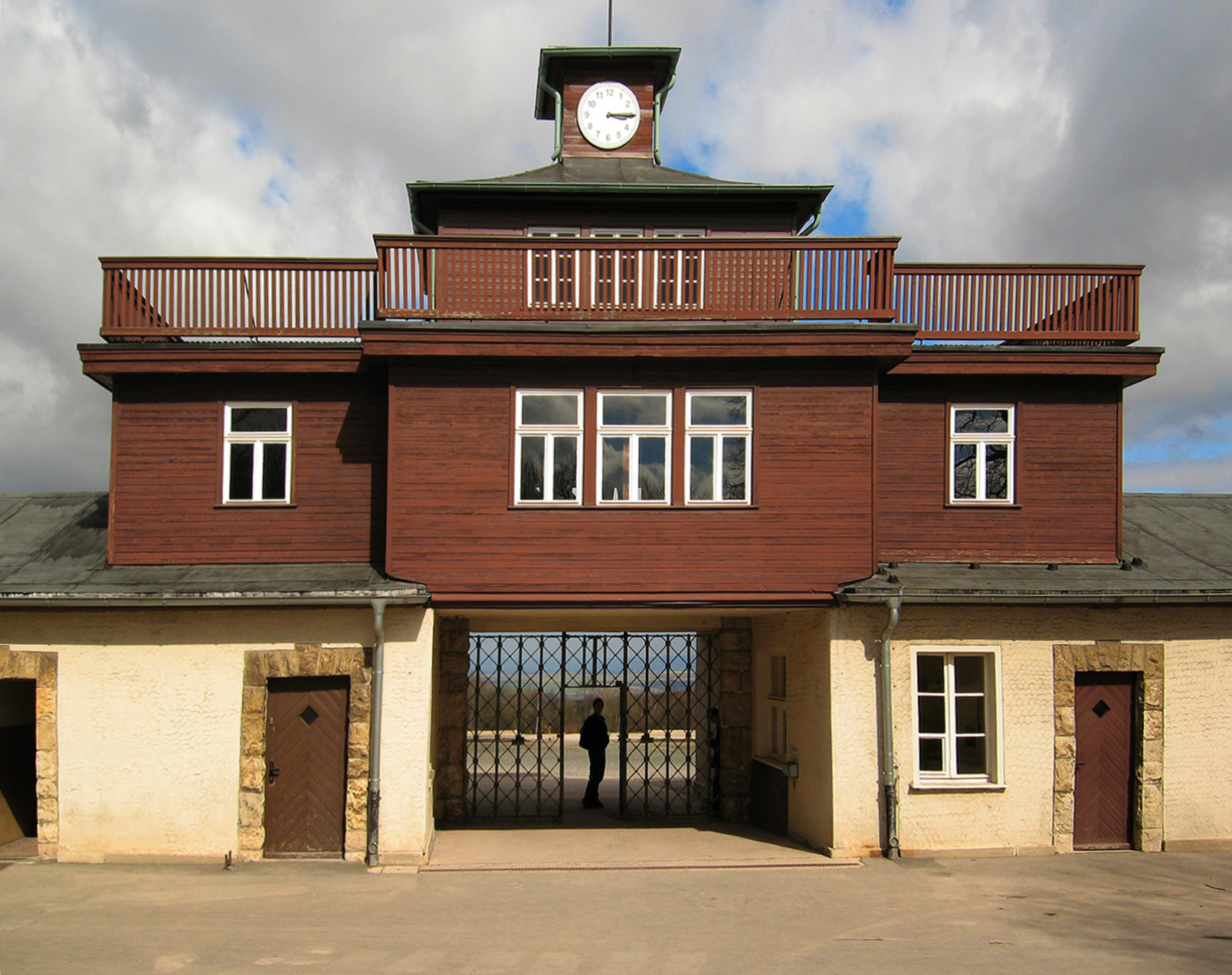
Brama obozowa

Konzentrationslager Buchenwald, Konzentrationslager Buchenwald/Post Weimar (KL Buchenwald, KZ Buchenwald), z początku nazywany Konzentrationslager Ettersberg – niemiecki nazistowski obóz koncentracyjny założony w Ettersberg w pobliżu Weimaru (Turyngia, Niemcy). Funkcjonował od lipca 1937 do końca wojny.

## Historia obozu
Komendantami byli:
- Karl Otto Koch, lipiec 1937 – grudzień 1940
- Hermann Pister, styczeń 1941 – kwiecień 1945

Obóz został założony w 1937. Przyjął z początku część więźniów z KL Sachsenhausen oraz więźniów z zamykanych właśnie obozów KL Sachsenburg i KL Lichtenburg. Z początku znaleźli się w nim głównie członkowie niemieckiego ruchu oporu, świadkowie Jehowy, kryminaliści, rzadziej więźniowie homoseksualni. W 1938 roku warunki bytowe zdecydowanie się pogorszyły, rozwinął się również dotkliwy system kar dla więźniów. Wówczas również wprowadzono odrębne traktowanie dla żydowskich więźniów, których odsetek szybko wzrastał a Żydzi stali się jedną z głównych kategorii więźniów. W sierpniu i wrześniu 1939 do obozu w Buchenwaldzie skierowano polskich powstańców i działaczy Związku Polaków w Niemczech aresztowanych przez gestapo w Prudniku. Wśród 20 aresztowanych znaleźli się m.in.: B. Augustyn, K. Chrząszcz, J. Dominik, J. Gomoła, F. Kwoczek, A. Sosna, W. Szpiler i inni. Umieralność była wysoka, latem 1940 roku zostało otwarte pierwsze krematorium w obozie.

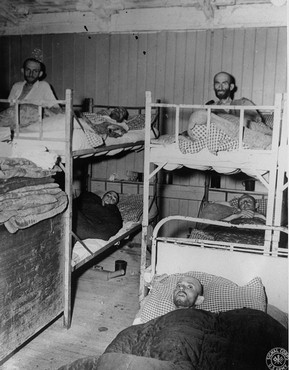
Ofiary eksperymentów pseudonaukowych

Na więźniach prowadzono badania naukowe i pseudonaukowe, na potrzeby firmy Behring-Werke z Marburga i berlińskiego Instytutu Roberta Kocha. Pierwszy dokument wskazujący na prowadzenie w obozie doświadczeń z lekami na więźniach datowany jest na 15 listopada 1939. Więźniowie pracowali również w komandach fabrycznych, m.in. na potrzeby spółek Gustloff z Weimaru oraz Fritz-Sauckel produkujących sprzęt zbrojeniowy. W 1943 zostały utworzone wielkie podobozy przy fabryce Erla Maschinenwerk GmbH w Lipsku, w fabryce samolotów Junkers w Schönebeck (Elbe) i fabryce Rautal w Wernigerode. W tych fabrykach pracowało również wielu Polaków przysyłanych m.in. z Auschwitz i z Majdanka. W 1945 Buchenwaldowi podlega prawie setka podobozów.
W sierpniu 1943 w pobliżu powstał duży obóz koncentracyjny Dora, z początku – jako podobóz – zasilany również więźniami Buchenwaldu. W październiku 1944 Dora stała się autonomicznym obozem. Od sierpnia 1944 kierownictwu SS Buchenwaldu zostały przypisane również podobozy KL Ravensbrück.
W miarę posuwania się Armii Czerwonej na zachód w 1945 przez Buchenwald przeszła duża liczba więźniów z zamykanych obozów ze wschodu. Przybywali oni marszami śmierci.
Obóz został w dużej części ewakuowany przez Niemców tuż przed nadejściem wojsk alianckich, a wyzwolony 11 kwietnia 1945 przez amerykańską 3. Armię, przy minimalnym oporze ze strony Niemców. Tuż przed przybyciem Amerykanów w obozie wybuchło powstanie więźniów, zorganizowane przez liczącą kilkuset ludzi organizację (posiadali kilkadziesiąt sztuk broni palnej – był to jedyny taki przypadek w obozach hitlerowskich), którzy zdobyli szturmem obozowe posterunki i przejęli większość terenu obozu. Ruch oporu obejmował ludzi wielu narodowości. Do tego ruchu oporu należał też m.in. bydgoski krótkofalowiec inż. Gwidon Damazyn (znak wywoławczy SP2BD). Na polecenie kierownictwa ruchu oporu, zbudował on w warunkach obozowych radiostację nadawczo-odbiorczą, przez którą udało się wezwać wojska amerykańskie na pomoc. Nadał depeszę napisaną przez przewodniczącego Międzynarodowego Komitetu Obozowego Niemca Waltera Bartla i szefa organizacji wojskowej Harry’ego Kuhna, co uratowało życie wielu więźniów przed ich wymordowaniem przez hitlerowców.

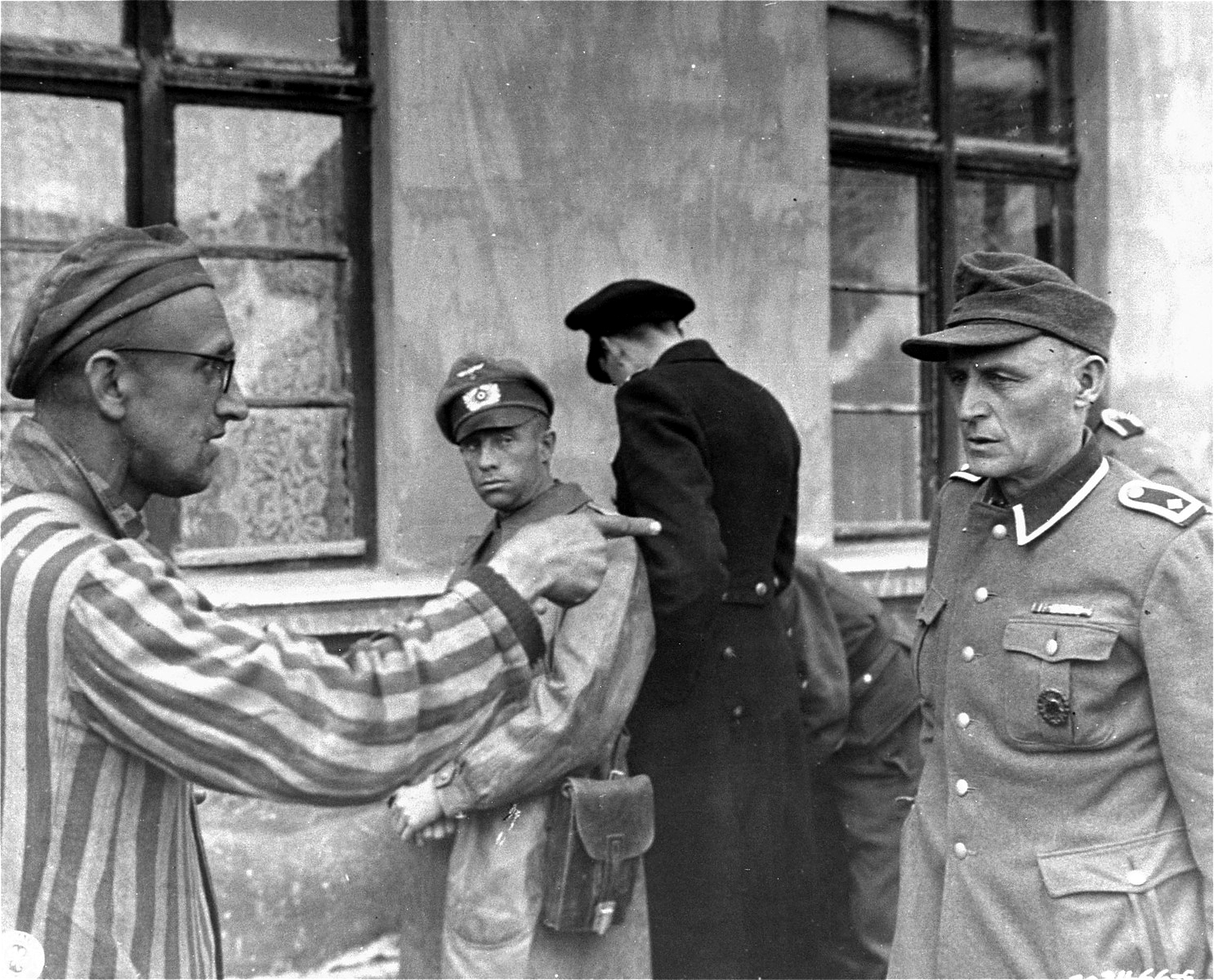
Ocalony więzień Buchenwaldu wskazuje strażnika z niemieckiej formacji SS

## Więźniowie i ofiary
Więźniowie byli poddani kategoryzacji wedle przynależności narodowościowej. Już na bramie napis brzmiał: „Jedem das Seine” (pl. Każdemu, co jego (ściśle) lub inaczej: Każdemu to, co mu się należy). Najgorszy więc był status Żydów, wśród których odsetek ofiar był największy. Także dramatyczny był los Świadków Jehowy, którzy nawet pod groźbą śmierci odmawiali służby w Wehrmachcie. Począwszy od września 1939 w obozie znajdowali się również Polacy, którzy wraz z Żydami byli umieszczani do połowy 1940 roku w tzw. „obozie specjalnym”, pod namiotami, gdzie umieralność była bardzo duża. W Buchenwaldzie umieszczani również byli Romowie i Sinti, Czesi, a także zakładnicy holenderscy i jeńcy sowieccy, a także lotnicy alianccy zestrzeleni nad Francją oraz duża grupa duńskich policjantów. W 1944 do obozu trafili również powstańcy warszawscy, między innymi z warszawskiej Woli.
W KL Buchenwald od 1937 do 1945 przebywało łącznie ok. 250 tys. osób ze wszystkich krajów Europy, liczbę ofiar szacuje się na 56 tys. Wielu więźniów zabijanych było przez powieszenie, zastrzykiem fenolu w serce, rozstrzelaniem lub za pomocą gazu w pobliskim Bernburgu. Wielu zmarło z wyczerpania już po wyzwoleniu obozu przez Amerykanów. Pochowano ich w grobach indywidualnych koło Wieży Bismarcka. Po zburzeniu wieży i wybudowaniu pomnika władze NRD ekshumowały ich szczątki i przeniosły do grobów masowych usytuowanych wokół pomnika. Grób ośmiu więźniów polskich zmarłych po wyzwoleniu obozu znajduje się na skraju cmentarza na prawo od pomnika. Przed pomnikiem znajdują się masowe mogiły z urnami zawierającymi prochy więźniów (wśród nich bardzo wielu Żydów polskich, niemieckich i austriackich), których zwłoki spalono w krematoriach, zmagazynowanymi przez SS, nigdy nie odesłanymi do rodzin zmarłych.

## Dzieje powojenne
W latach 1945–1950, w okresie administracji sowieckiej, na terenie obozu powstał nowy obóz specjalny pod nadzorem NKWD, który funkcjonował jako miejsce internowania dla nazistowskich przestępców wojennych, a pod koniec również i przeciwników władzy komunistycznej (nieraz włącznie z byłymi więźniami obozów hitlerowskich). Wielu z nich pochowano w lesie za dawnymi koszarami SS w bezimiennych grobach.
W 1958 powstały na miejscu dawnej Wieży Bismarcka pomnik i mauzoleum. Z budynków obozowych zachowały się koszary SS i wille wybudowane dla funkcjonariuszy KL. Dziś w koszarach znajduje się muzeum z programem oprowadzania i działalnością naukową.

## Upamiętnienie więźniów obozu
Od lat 90. XX wieku na terenie byłego obozu Buchenwald powstało 8 pomników. Były to:
- Pomnik żydowski (1993)
- Pomnik pomordowanych Sinti i Romów (1995)
- Miejsce pamięci Dietricha Bonhoeffera, Friedricha von Rabenaua i Ludwiga Gehrego – uczestników spisku 20 lipca 1944 roku (1999)
- Kamień pamiątkowy dla odmawiających służby wojskowej i dezerterów z Wehrmachtu (2001)
- Kamień pamiątkowy świadków Jehowy (2002)
- Pomnik „Małego Obozu” (2002)
- Kamień pamiątkowy kobiet więzionych w obozie koncentracyjnym Buchenwald (2003)
- Kamień pamiątkowy homoseksualistów (2006).